# Fiat Albea
Fiat Albea je sedan odvozený od malého rodinného automobilu Fiat Palio. Vyráběl se v turecké továrně Tofas jako nástupce modelu Siena. Design vytvořil známý designér Giorgetto Giugiaro.
Model byl určený především pro ekonomicky slabší trhy. Tento model v nabídce automobilky v roce 2002 nahradil automobil Fiat Siena. Na některých trzích je Albea prodávána pouze s jedním motorem. Albea byla vyráběna v Turecku. Fiat Albea se prodává v sousedním Polsku a v Turecku jako inovovaná tříprostorová verze světového vozu Palio. Pokud by se Fiatu podařilo snížit současné výrobní náklady zhruba o 1000 euro, mohla by se cena vozu, vyráběného v tureckém závodě Türk Otomobil Fabrikas, dostat až pod hranici deseti tisíc euro. V současné době se v Turecku Albea podává asi za 12 000 euro, v Polsku však lze již nyní dostat nejlevnější Albeu 1.2 16 V za 34.990 zlotých (cca 265 000 Kč).
Albea je dlouhá 4186 mm, široká 1703 mm a vysoká 1490 mm, pohání ji známý motor 1242 cm³ o výkonu 59 kW při 5000 ot./min. Nejvyšší rychlost činí 162 km/h, zrychlení z 0 na 100 km/h trvá 13,5 sekundy.
Zatímco v Polsku jde o doplnění spodního konce nabídky, když jsou v prodeji jen motory 1.2 16V se dvěma různými výbavami, v Turecku má Albea nyní roli vozu pro střední vrstvy. Nabídka motorizací obsahuje také motory 1.2 (44 kW), 1.2 LPG (59 kW), 1.4 l (57 kW), 1.6 (76 kW) a 1.3 Multijet (51 kW).